# Angels Unawares
Angels Unawares est une sculpture en bronze de Timothy Schmalz installée sur la place Saint-Pierre au Vatican depuis le 29 septembre 2019, la 105e Journée mondiale des migrants et des réfugiés. Lors de son inauguration, le pape François a déclaré qu'il voulait que la sculpture "rappelle à chacun le défi évangélique de l'hospitalité".

## Description
La sculpture de six mètres de long représente un groupe de migrants et de réfugiés sur un bateau portant des vêtements qui montrent qu'ils proviennent de diverses cultures et moments historiques. Il y a un Juif fuyant l'Allemagne nazie, un Syrien quittant la guerre civile syrienne et un Polonais en fuite du régime communiste. Le sculpteur de l'œuvre a déclaré qu'il « voulait montrer les différentes humeurs et émotions impliquées dans le voyage d'un migrant ». Auparavant, l'artiste avait déjà réalisé des sculptures sur un thème similaire à Jésus sans-abri. L'œuvre comprend des ailes d'ange, à travers lesquelles l'auteur suggère qu'un migrant est secrètement un ange parmi nous. L'inspiration de l'artiste provient de la lettre aux Hébreux (13,2) : « N'oubliez pas l`hospitalité; car, en l'exerçant, quelques-uns ont logé des anges, sans le savoir. ».

## Histoire
L'idée de la sculpture est venue du cardinal Michael Czerny, un collègue canadien et sous-secrétaire de la Section des migrants et des réfugiés, qui l'a commandée en 2016. Parmi les personnes représentées sur le navire se trouvent les parents du cardinal, qui ont immigré au Canada de la Tchécoslovaquie. La sculpture a été financée par une famille de migrants du nord de l'Italie, la famille Rudolph P. Bratty. Le 29 septembre 2019, le pape François et quatre réfugiés de différentes parties du monde ont inauguré la sculpture. Une reproduction plus petite, d'environ un mètre et demi de haut, sera installée en permanence dans la basilique Saint-Paul-hors-les-murs de Rome,.